# 45 (álbum de Jaguares)
45 es el sexto y último álbum de estudio de la banda mexicana de rock Jaguares, que fue galardonado con un premio Grammy. El título del álbum se debe a las 45 millones de personas en México que viven en extrema pobreza y también a que el disco tiene una duración exacta de 45 minutos (sin los bonus tracks), o a los 45 años de Saúl Hernández.
Al momento del lanzamiento, contó con dos sencillos: «Entre tus Jardines», para el mercado mexicano; y «Visible», para el mercado estadounidense. Además, tiempo después, se lanzó el sencillo «Alquimista» para el mercado mexicano.
Fue producido por Saúl Hernández y Alfonso André, mezclado por el músico Dave Thoener y cuenta con la colaboración de Howard Willing. Su lanzamiento fue el 2 de septiembre de 2008.

## Lista de canciones
| N.º | Título                                             | Duración |  |
| 1.  | «Alquimista»                                       | 3:09     |  |
| 2.  | «Lobo»                                             | 3:29     |  |
| 3.  | «Entre tus jardines»                               | 3:09     |  |
| 4.  | «Viajando en el tiempo»                            | 5:29     |  |
| 5.  | «Píntame» (con la participación de Zoey Hernández) | 3:59     |  |
| 6.  | «Un mal sueño»                                     | 3:03     |  |
| 7.  | «Visible»                                          | 4:35     |  |
| 8.  | «A través de la pared»                             | 4:17     |  |
| 9.  | «Si fuera necesario»                               | 5:47     |  |
| 10. | «Y volví para creer»                               | 8:15     |  |
| 11. | «Kaliman» (bonus)                                  | 4:05     |  |
| 12. | «Si fuera necesario» (demo)                        | 4:19     |  |

## Créditos
- Saúl Hernández – voz, guitarra acústica y guitarra eléctrica, productor
- Alfonso André – batería, caja de ritmos, productor
- César López – guitarra eléctrica
- Marco Rentería – bajo eléctrico
- Diego Herrera – sintetizadores y teclados

### Otros
- David Thoener - ingeniero de mezcla
- Howard Willing - Ingeniero de grabación
- Steve Marcussen - ingeniero de masterización
- Zoey Hernández - coros en "Píntame"